# Peter 1. af Bourbon
Peter 1., hertug af Bourbon (født 1311, død 19. september 1356 i Poitiers, faldt under Slaget ved Poitiers) var en fransk adelsmand, der tilhørte det udvidede kongehus.

## Forfædre
Peter 1. var søn af Ludvig 1., hertug af Bourbon, sønnesøn af Robert, greve af Clermont samt oldesøn af Ludvig den Hellige af Frankrig og Henrik 5., greve af Luxembourg.

## Familie
Peter 1. var gift med Isabelle af Valois, hertuginde af Bourbon. Hun var en fransk prinsesse (Petite-fille de France), der var datter af Karl af Valois og sønnedatter af kong Filip 3. af Frankrig.
Isabelle og Peter 1. fik følgende børn:
- Ludvig 2., hertug af Bourbon.
- Joanna af Bourbon, fransk dronning, gift med Karl 5. af Frankrig.
- Blanka af Bourbon, gift med kong Peter 1. af Kastilien
- Bonne af Bourbon, gift med Amadeus 6., greve af Savoyen. Deres sønnesøn var Modpave Felix 5..
- Catherine af Bourbon, gift med Jean 6. d'Harcourt
- Margrete af Bourbon, frue af Albret, gift med Arnaud Amanieu, herre af Albret. Deres efterkommere blev dronninger og konger af Navarra.
- Isabelle af Bourbon, 1345-1345, døde ung.
- Marie af Bourbon, priorinde i Poissy.